# Enantiòmer

Isòmers D- i L- de l'àcid làctic

En química, un enantiòmer (del grec ἐνάντιος, 'invers', i μέρος, 'part' o 'porció') és un de dos estereoisòmers que són imatges especulars completes no superimposables l'una a l'altra, de la mateixa manera que dues mans són "iguals" però inverses. Els compostos d'enantiopurs es refereix a una mostra que només presenta molècules d'una única quiralitat dins els límits de la detecció. Els enantiòmers, quan es troben en un medi simètric, tenen propietats químiques i físiques idèntiques excepte per la seva capacitat de girar llum polaritzada per plans en quantitat igual, però en direccions oposades. Una mescla de parts iguals d'un isòmer òpticament actiu i el seu enantiòmer rep el nom de racemat i té una rotació neta de llum polaritzada per plans de zero. Els enantiòmers tenen les mateixes propietats físiques i químiques, excepte per la seva diferent reacció amb altres substàncies que també són enantiòmers. Com que moltes molècules dels cossos dels organismes vivents són enantiòmers, sovint hi ha una marcada diferència en l'efecte de dos enantiòmers simètrics en els éssers vius, incloent-hi els humans.

## Nomenclatura D-L

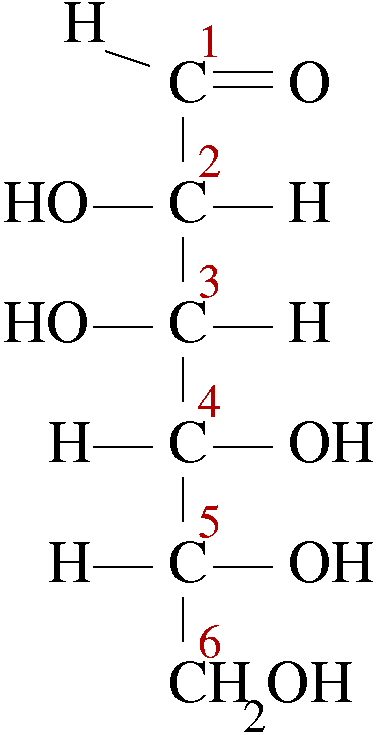
Isòmer D-d'una hexosa, la D-manosa, amb el grup OH del penúltim carboni cap a la dreta

La nomenclatura D-L permet designar la configuració espacial absoluta d'un enantiòmer que conté un sol carboni asimètric. Aquests compostos tenen dues formes estereoisòmeres que són imatges especulars no superposables (com les dues mans d'una persona), i es designen amb les lletres D-i L-, davant del nom del compost. Aquestes lletres procedeixen de les paraules llatines dextro i levo, però no s'ha de confondre amb la nomenclatura relativa que classifica els enantiòmers en formes dextrogir i levogir. Quan l'isòmer té més d'un carboni asimètric, és millor utilitzar un altre tipus de nomenclatura, com el sistema de regles de Cahn-Ingold-Prelog.

### Regles de designació

Isòmers D-i L- d'un aminoàcid

Per saber quina lletra assignar a cada enantiòmer, es parteix de la projecció de Fischer, en la qual es projecta la molècula sobre el pla del paper de la manera següent:
1. La cadena carbonada se situa en direcció vertical, amb els grups que la integren en direcció a la part posterior del pla, cap enrere.
2. La cadena s'orienta amb la part més oxidada cap amunt i la més reduïda cap avall.
3. Els substituents que no integren la cadena carbonada queden horitzontals i estan dirigits cap a la part anterior del pla.[4]

Aplicant aquestes regles, l'isòmer D és el que presenta el grup funcional a la dreta des del punt de vista de l'observador, i l'isòmer L és el que té aquest grup funcional cap a l'esquerra. A la imatge superior dels dos isòmers de l'àcid làctic, el (D) - (-)-àcid làctic conté el grup funcional OH cap a la dreta mentre el (L) - (+)-àcid làctic conté el grup funcional OH cap a l'esquerra.
En les pentoses i hexoses, es considera grup funcional el grup OH del penúltim carboni per ser el carboni asimètric més allunyat del grup aldehid o cetona, que seria el grup més oxidat. A la imatge de la D-manosa, es tracta del C5. En els aminoàcids, es considera grup funcional al grup amino- (NH₂) del segon carboni (carboni a, també anomenat carboni α)

### Activitat òptica i nomenclatura D-L
Els dos isòmers (D) - i (L) - d'un compost presenten activitat òptica. Tanmateix, aquesta nomenclatura no indica si el compost és dextrogir o levogir, és a dir, si desvia el pla de la llum polaritzada cap a la dreta o cap a l'esquerra, encara que pot coincidir en alguns casos. Per exemple, el D-gliceraldehid és dextrogir (+), és a dir, les dues formes del gliceraldehid són el (D) - (+)-gliceraldehid i el (L) - (-)-gliceraldehid. Però això no sempre és així. El (D) - (-)-àcid làctic és levogir (-), mentre el (L) - (+)-àcid làctic és dextrogir (+).